# Stožice
Stožice (en allemand : Stoschitz) est une commune du district de Strakonice, dans la région de Bohême-du-Sud, en République tchèque. Sa population s'élevait à 375 habitants en 2020.

## Géographie
Stožice se trouve à 3 km au sud-ouest du centre de Vodňany, à 23 km au sud-est de Strakonice, à 30 km au nord-ouest de České Budějovice et à 108 km au sud-ouest de Prague.
La commune est limitée par Vodňany au nord, par Chelčice à l'est et par Bavorov au sud et à l'ouest.

## Histoire
La première mention écrite du village date de 1416.

## Administration
La commune se compose de deux quartiers :
- Křepice u Vodňan (comprend le hameau de Libějovické Svobodné Hory)
- Stožice